# Tuwe Jansson
Karl Tuwe Eugén Jansson, född 19 april 1884 i Stockholm, död där 26 maj 1955, var en svensk ämbetsman.
Tuwe Jansson var son till fängelsedirektören Johan August Jansson. Han avlade mogenhetsexamen i Kalmar 1902, var amanuens i Generaltullstyrelsen 1908–1910, kammarskrivare vid tullkammaren i Stockholm 1910–1915, andre byråassistent i Generaltullstyrelsen 1915–1922 och tulldirektörsassistent i Stockholm 1922–1927. Jansson blev 1926 tillförordnad byråchef och var från 1927 ordinarie byråchef i Generaltullstyrelsen och chef för verkets kameralbyrå. Från 1939 var han generaltulldirektörens ställföreträdare. Han var tillförordnad generaltulldirektör från 1946. Jansson var 1912–1915 lärare i författningskunskap vid Tullverkets undervisningsanstalt. Han tillhörde bland annat 1920 års kustbevakningssakkunniga, vilkas utredning och förslag utgjorde ett väsentligt led i uppbyggandet av senare tiders kustbevakningsorganisation. Han verkställde 1920–1921 betydelsefulla utredningar rörande frihamn och frilager. År 1925 tillkallades han som sakkunnig inom Finansdepartementet för beredning av frågan om ny tullstadga. Resultatet av hans verksamhet på denna punkt blev 1927 års tullstadga. I samband därmed utarbetade han en tullförordning och ett enhetligt system för allmänhetens tullblanketter. Ett av honom upprättat förslag till fullständig omläggning av Tullverkets journalsystem genomfördes 1922. Jansson var 1918–1945 redaktör för Tullverkets författningssamling. Han utgav flera handböcker och författningseditioner på sitt område, bland annat Handbok i tullärenden... (1908), Svenska tullförfattningar (1912), Tullstadga och tullordning jämte andra tullförfattningar (1928) och Krisförfattningar för utrikestrafiken (1940). I ett stort antal uppsatser och artiklar, bland annat i Nordisk familjeboks 2:a och 3:e upplagor behandlade Jansson tullväsendets organisation och annat. Han är begravd på Norra kyrkogården i Kalmar.